# Kuliss

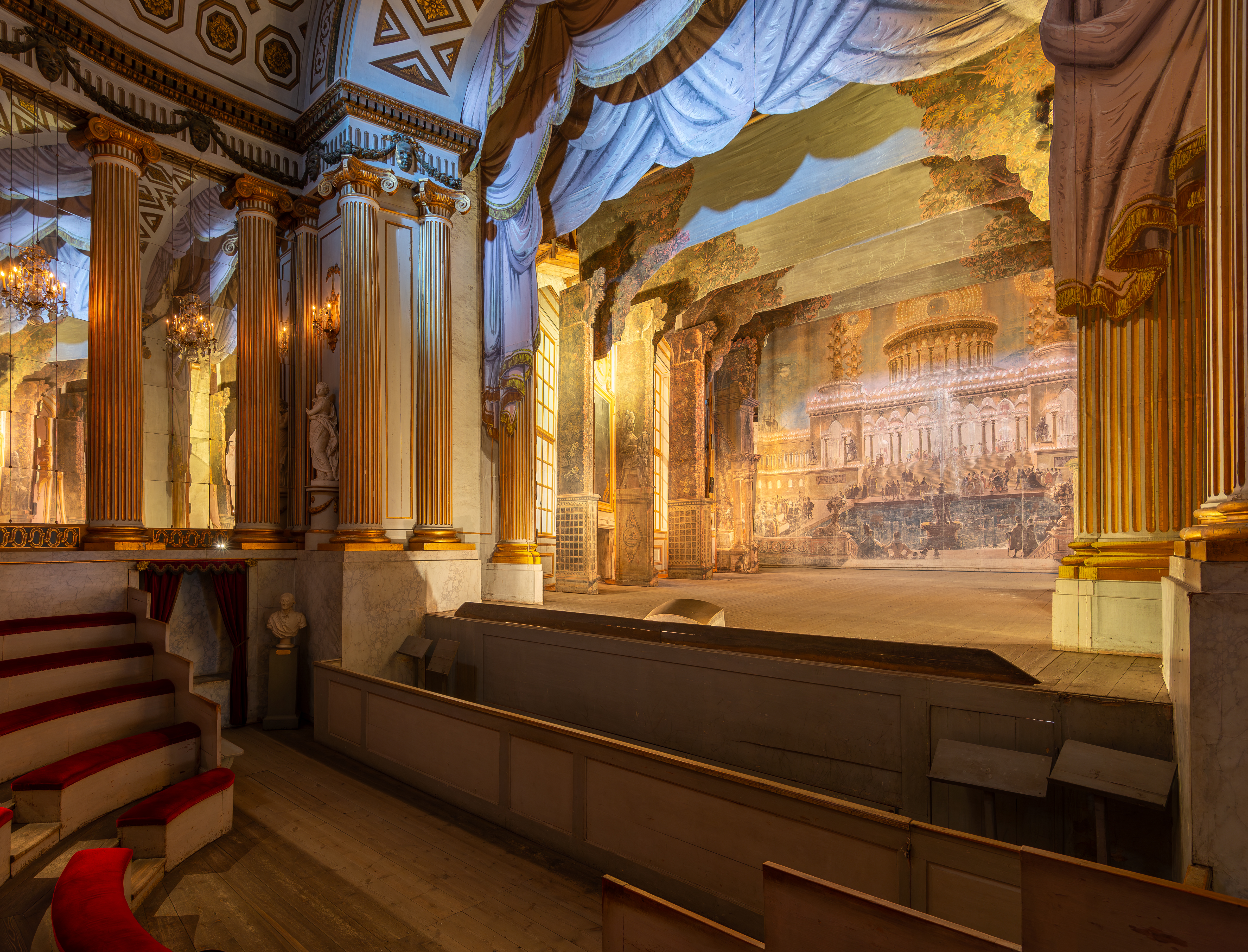
Slottsteatern på Gripsholms slott från 1700-talet med bevarade kulisser.

Kuliss är ett flyttbart scenografiskt element som inramar den del av scenen där skådespeleriet utförs. Kulissen har en förskönande och illusionsskapande funktion. Äldre typ av kulisser var oftast målade vävar som firades ner bakom skådespelarna.